# یهودیان همدان
یهودیان همدان به یهودیانی گفته می‌شود که از حدود سال ۵۸۶ پیش از میلاد به بعد، یعنی پس از تسخیر بیت‌المقدس به دست بخت النصر، وارد شهر همدان شدند و از آن زمان به بعد در این شهر ماندگار گردیدند. یهودیان همدان بخاطر تراکم جمعیت دارای مدارس مذهبی، کنیسه‌ها و راسته‌ای به نام خود در بازار شهر بودند.

طی گذشت زمان علی‌رغم بعضی از مهاجرت‌های یهودیان از شهرها و استان‌های مجاور به داخل شهر همدان، تعداد یهودیان اللباباین شهر، همواره رو به کاهش گذاشته‌است. با کاهش جمعیت یهودیان تنها یکی از محل‌های عبادت آنان به نام آرامگاه استر و مردخای در همدان برجای مانده‌است که از جمله مکان‌های تاریخی این شهر به‌شمار می‌رود و سالیانه صدها جهانگرد از آن دیدن می‌کنند.

## مهاجرت یهودیان به همدان
برخی از منابع ورود یهودیان به ایران را در سال ۵۳۹ پیش از میلاد ذکر کرده‌اند. از تعداد یهودیانی که وارد همدان شدند آمار مشخصی در دست نیست. البته مقصد آنها فقط شهر همدان نبوده بلکه استان همدان بوده. در اسدآباد روستاهایی هستند که یهودیان کمی در آنها زندگی می‌کردند. در شمال استان همدان در تعدادی روستا اطراف قروه درجزین و خود قروه می‌زیستند. ضمناً در شهر ملایر و روستاهای بخش سامن که گفته می‌شود وجود مقبره ای تحت عنوان یوشع بن نوح البته معلوم نیست یوشع بن نون درست است یا نوح اما در حقیقت نام اصلی او هوشع بن بری از پیامبران بنی اسرائیل است نه یوشع بن نون ولیکن به دلیل تقدس زیاد که یهودیان حتی از نهاوند هم به دیدار آن می‌آمدند یهودیان در روستاهای اطراف آرامگاه زندگی می‌کردند. برخی از کلیمیان همدان خود را از سبط شیمعون (از فرزندان یعقوب) و بعضی دیگر خود را از نسل داوود می‌دانند. همدان در زمان پادشاهان پارسی و هخامنشی همواره شهر ییلاقی آن‌ها بود و به همین علت یکی از پرجمعیت‌ترین مراکز یهودی‌نشین ایران بوده‌است. شغل و حرفهٔ یهودیانی که به ایران وارد شده‌بودند، ابتدا کشاورزی و گله‌داری بوده‌است و بعدها با توجه به تغییرات اجتماعی ایران، به طرف حرفه‌های دیگر مانند پیشه‌های قماش فروشی، عطاری و در قرون بعدی به طرف شغل اداری و پزشکی و سیر مشاغلی علمی گرایش پیدا نمودند.

## آرامگاه استر و مردخای در همدان

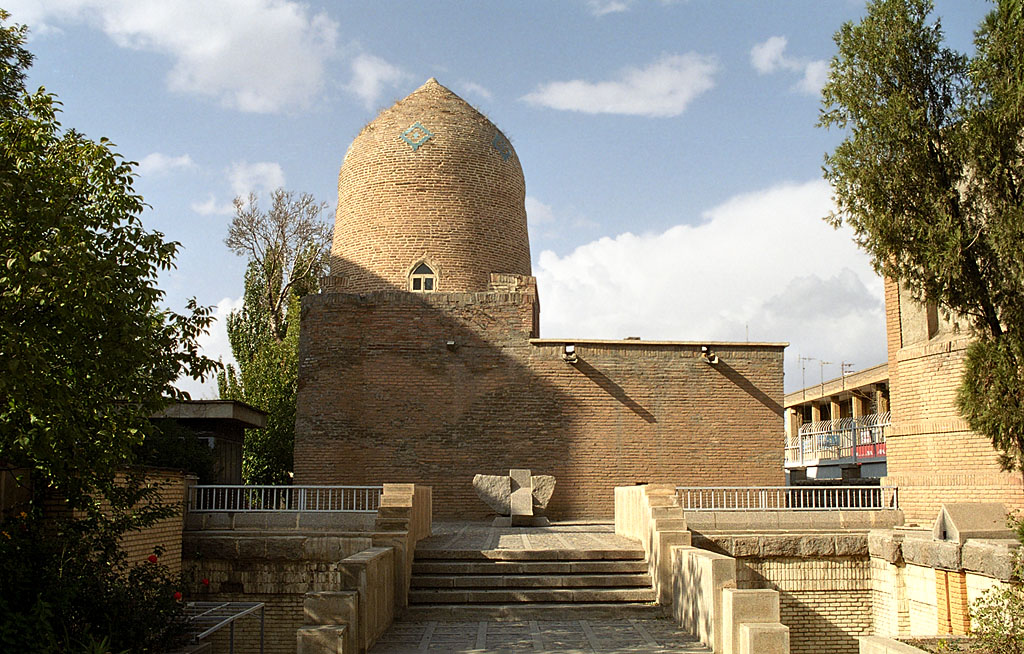
آرامگاه استر و مردخای

آرامگاه استر و مردخای در همدان جزء مهم‌ترین زیارتگاه‌های یهودیان ایران و جهان است. علاوه بر یهودیان، سیر هموطنان نیز از این مکان مقدس دیدار می‌کنند. مقبره استر و مردخای جزء آثار میراث فرهنگی ایران ثبت شده‌است. وجود این زیارتگاه، عامل مهمی در شکل‌گیری و تداوم حضور جامعه یهودی در همدان بوده‌است.

## زبان کلیمیان همدان
زبان کلیمیان همدان زبان فهلوی (دری) بود. در این زبان هنگام تلفظ واژه‌ها یا کلمات به آن‌ها کسره می‌داده‌اند و کلیمیان به این زبان اصولاً زبان راجی می‌گفته‌اند و این زبان هنوز در برخی خانواده‌های کلیمی تکلم می‌گردد.
اطلاعاتی در مورد تاریخچه به وجود آمدن این زبان در دست نیست ولی عده‌ای را عقیده بر این است که این زبان در زمان مغول‌ها به وجود آمده‌است ولی با توجه به شباهتی که این زبان با زبان هموطنان زرتشتی دارد گمان می‌رود که تاریخچه این زبان به زمان ورود یهودیان به ایران بازگردد.

## سواد
اکثر کلیمیان همدان فاقد سواد فارسی بودند و سواد آن‌ها به سواد عبری محدود می‌شد؛ یعنی اگر مطلبی را می‌خواستند بنویسند به خط عبری و زبان فارسی می‌نوشتند یعنی حروف آن را با فارسی تطبیق می‌دادند و می‌نوشتند. هم‌اکنون در بعضی از کنیساها کتاب‌هایی مذهبی- مانند ترجمه متون مقدس- موجود است که به خط عبری فارسی (فارسیهود) نگاشته شده‌است. کلیمیان همدان زبان عبری را معمولاً در کنیساها یا مکتب‌خانه‌هایی که در آن زبان عبری تدریس می‌شد، فرا می‌گرفتند. پس از مدتی از فعالیت مکتب‌خانه، در محلی به نام «گَن یلادیم» که امروزه مهدکودک نامیده می‌شود به کودکان و نوجوانان عبری یاد داده‌می‌شد.

پس از مدت‌ها مدرسه آلیانس بعد از تهران، در همدان نیز تأسیس شد. تا قبل از تأسیس مدرسه آلیانس، کلیمیان همدان از نظر امنیت و امکانات مادی و معنوی وضع خوبی نداشتند. علی‌خان ظهیرالدوله حاکم همدان (داماد ناصرالدین شاه) در خاطرات خود در مورد تأسیس مدرسه آلیانس همدان در همدان چنین می‌گوید:

«جمعه دو ساعت به ظهر مانده به مدرسه آلیانس دعوت داشتم، رفتم، این مدرسه مکان مخصوصی برای این کار ندارد، دو سه خانه کوچک را اجاره کرده به توی هم راه باز کرده‌اند. ۴۰۰ پسر و ۸۰ دختر شاگرد دارند. بیشتر شاگردها یهودی هستند (چون خود شرکت آلیانس یهودی است) سه نفر رئیس و معلم دارند که فرنگی و فرانسوی هستند، ولی با مذهب یهودند. جِدّی دارند که بچه‌های پنج شش ساله را فرانسه بیاموزند و هم آموخته‌اند، از این عده شاگرد از کوچک تا بزرگ هیچ‌کدام نیستند که زبان فرانسه را خوب حرف نزنند. بعضی‌ها به کلی زبان فارسی و تلفظ فارسی یادشان رفته‌است و فرانسه خوب می‌دانند. گویا معلمین آلیانس در هر کجا هستند سعی و کوششان این است که هر شاگردی به کلی زبان وطن و پدر و مادریاش را فراموش کند و زبان فرانسه بیاموزد. معلمین نقش بزرگی نشان دادند که در این نقاط ما مدرسه داریم. در غالب جاها به جز ممالک متمدنه مدرسه دارند. رئیس می‌گفت عدد شاگردهی ما در تمام دنیا چهل و پنج هزار نفر است …». 
ظهیرالدوله مجدداً در خاطره دیگری چنین می‌گوید:
مدرسه آلیانس همدان تا جایی پیش رفت که بهترین آموزگاران و دبیران را در اختیار داشت و در مسابقات درسی که هر ساله در همدان برگزار می‌گردید، نفرات اول یا دوم و سوم همواره از مدرسه آلیانس بودند و در مسابقات ورزشی نیز مقام‌هایی را نصیب خود می‌کردند. مدرسه آلیانس همدان تا یک سال بعد از انقلاب اسلامی پابرجا بود ولی به علت مهاجرت عده زیادی از کلیمیان همدان به تهران و گاه خارج از کشور، منحل و نام آن تغییر یافت و بعداً به علت قدیمی بودن تخریب و به جای آن مدرسه دیگری ساخته شد.

## تعداد یهودیان همدان
هنری بایندر سیاح فرانسوی که در اواخر قرن نوزدهم از همدان دیدن کرده‌است، در سفرنامهٔ خود با عنوان «در کردستان، در بین‌النهرین و پرشیا» که در سال ۱۸۸۷ به چاپ رسیده‌است، در بازدید از شهر همدان می‌نویسد:
.... در حقیقت شهر همدان که در زمان حکومت صفویه دوباره آبادی یافته، چیزی جز یکی از شهرهای درجهٔ دوم نیست. جمعیت آن در حدود سی هزار نفر است که بیشتر آن‌ها یهودی هستند.
جدول زیر تعداد تغییر جمعیت یهودیان شهر همدان را نشان می‌دهد.
| نویسندهٔ منبع      | زمان              | تعداد یهودیان ساکن همدان |
| ----------------- | ----------------- | ------------------------ |
| بنیامین تودولایی  | اوسط قرن ششم هجری | (در صورت صحت) ۵۰٫۰۰۰ نفر |
| لوئیس دبو         | ۱۸۱۸ میلادی       | ۶۰۰ خانوار               |
| بنیامین دوم       | ۱۸۵۰ میلادی       | ۵۰۰ خانوار               |
| تامسون            | ۱۸۶۸ میلادی       | ۲۰۰۰ نفر                 |
| اقریم نیومارک     | ۱۸۸۵ میلادی       | ۵۰۰ خانوار ۵۰۰۰ نفر      |
| ویلیامز جکسن      | ۱۹۰۳ میلادی       | ۵۰۰۰ نفر                 |
| هایده سهیم        | ۱۳۵۳ هجری شمسی    | ۳۵۰ نفر                  |
| مهرداد نغزگوی کهن | ۱۳۸۷ هجری شمسی    | (به‌طور تقریبی) ۱۰ نفر    |